# Autopilot adaptiv

Schema pentru autopilotul adaptiv. Vehiculul roşu urmează automat celui albastru.

Autopilotul adaptiv (engleză: Adaptive cruise control (ACC)) este un sistem de autopilot utilizat în vehiculele moderne. Sistemul utilizează ori un radar ori un laser pentru a permite vehiculului să încetinească atunci când se apropie de alt vehicul și să accelereze apoi la viteza presetată atunci când condițiile de trafic o permit. 

## Vehicule cu autopilot adaptiv
- Acura RL
- Audi A4 (vezi o demonstrație la YouTube), Audi A6, Audi A8, Audi Q7
- BMW Seria 7 (Active Cruise Control), BMW Seria 5, BMW Seria 6, BMW Seria 3, BMW X5
- Cadillac DTS, Cadillac STS, Cadillac XLR
- Chrysler 300C
- Ford Mondeo
- Hyundai Genesis (Smart Cruise Control)
- Infiniti M, Infiniti Q45, Infiniti G35, Infiniti FX35, Infiniti FX45, Infiniti FX50 și G37
- Jaguar XK-R, Jaguar S-Type, Jaguar XJ, Jaguar XF
- Lexus LS, Lexus GS, Lexus IS
- Nissan Primera (Intelligent Cruise Control)
- Mercedes-Benz Clasa S, Mercedes-Benz Clasa E, Mercedes-Benz Clasa CLS, Mercedes-Benz Clasa C, Mercedes-Benz Clasa CL, Mercedes-Benz Clasa M, Mercedes-Benz Clasa GL, Mercedes-Benz Clasa CLK
- Range Rover Sport
- Renault Vel Satis
- Subaru Legacy & Subaru Outback
- Toyota Sienna XLE Limited Edition, Toyota Avalon, Toyota Sequoia Platinum Edition
- Volkswagen Passat, Volkswagen Phaeton, Volkswagen Touareg
- Volvo S80, Volvo V70, Volvo XC70
- Lincoln MKS